# Чемпіонат світу з трекових велоперегонів 2014 — гіт на 1 км (чоловіки)
Змагання з гіту на 1 км серед чоловіків на Чемпіонаті світу з трекових велоперегонів 2014 відбулись 28 лютого. У змаганнях взяли участь 15 велогонщиків.

## Медалісти
| Золото | Франсуа Перві (FRA)       |
| Срібло | Йоахім Айлерс (GER)       |
| Бронза | Саймон ван Велтувен (NZL) |

## Результати
Заїзд розпочавсь о 18:30.
| Місце | Ім'я                         | Країна          | Час      | Примітки |
| ----- | ---------------------------- | --------------- | -------- | -------- |
| 1     | Франсуа Перві                | Франція         | 59.385   |          |
| 2     | Йоахім Айлерс                | Німеччина       | 59.984   |          |
| 3     | Саймон ван Велтувен          | Нова Зеландія   | 1:00.518 |          |
| 4     | Кшиштоф Максель              | Польща          | 1:00.533 |          |
| 5     | Уго Хаак                     | Нідерланди      | 1:01.076 |          |
| 6     | Фабіан Ернандо Пуерта Сапата | Колумбія        | 1:01.110 |          |
| 7     | Мікаель Д'Алмейда            | Франція         | 1:01.154 |          |
| 8     | Ерік Енглер                  | Німеччина       | 1:01.327 |          |
| 9     | Томас Бабек                  | Чехія           | 1:01.924 |          |
| 10    | Андрій Кубєєв                | Росія           | 1:02.024 |          |
| 11    | Ходей Маскваяран             | Іспанія         | 1:02.041 |          |
| 12    | Кіан Емаді                   | Велика Британія | 1:02.220 |          |
| 13    | Бернард Естергейзен          | ПАР             | 1:02.546 |          |
| 14    | Роберто Серрано              | Мексика         | 1:02.968 |          |
| 15    | Сеїтіро Накаґава             | Японія          | 1:03.110 |          |